# Jozef Van Roey
Jozef Ernest kardinaal Van Roey (Vorselaar, 13 januari 1874 – Mechelen, 6 augustus 1961) was een Belgisch aartsbisschop, kardinaal en metropoliet.

## Biografie
Jozef Van Roey was de oudste zoon van Stanislas Van Roey (1844-1929) en Anna Maria Bartholomeus (overleden 1914). Hij bracht zijn jeugdjaren door in de Schranshoeve in Vorselaar en ging naar het college van Herentals en het klein- en grootseminarie van Mechelen. Hij studeerde theologie aan de Katholieke Universiteit Leuven. Na zijn wijding tot priester op 18 september 1897, doceerde hij van 1899 tot 1926 moraaltheologie en dogmatiek aan de Leuvense universiteit. In 1907 werd hij vicaris-generaal van het bisdom. In die hoedanigheid was hij in 1920 verantwoordelijk voor de organisatie van het Vierde Provinciaal Concilie te Mechelen. Aan de Mechelse gesprekken, die tussen 1921 en 1925 plaatsvonden met de anglicanen nam Van Roey deel als theologisch expert binnen de katholieke delegatie.

### Aartsbisschop

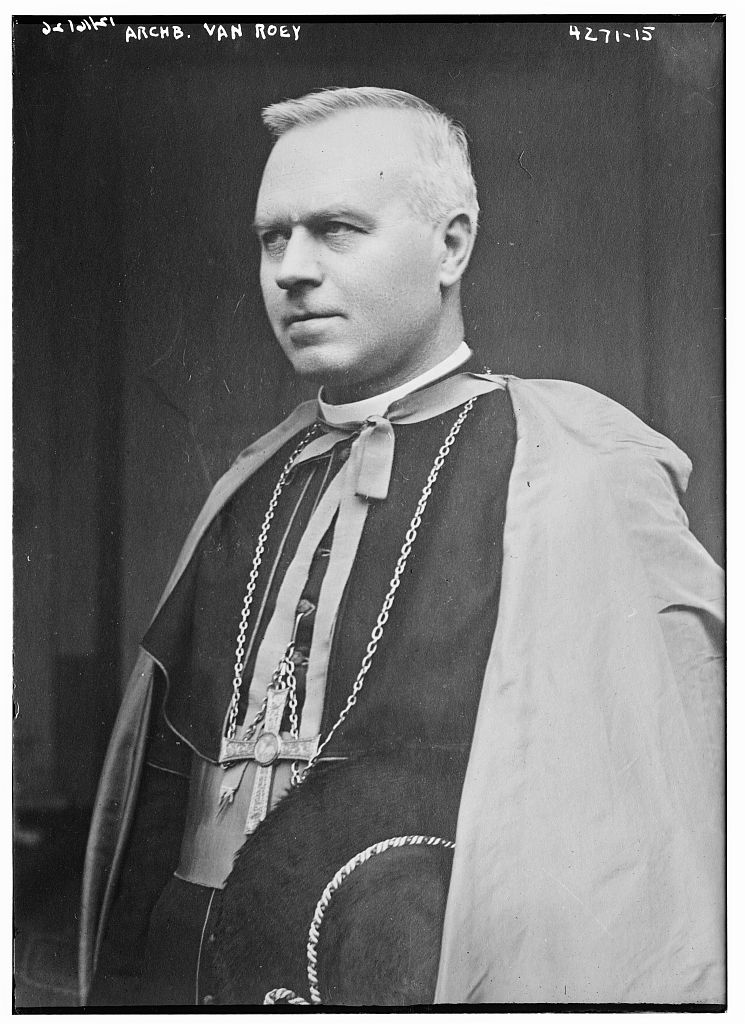
Jozef-Ernest van Roey in 1917.

Op 25 april 1926 werd hij in de Sint-Romboutskathedraal gewijd tot zeventiende aartsbisschop van Mechelen. In 1927 werd hij door paus Pius XI tot kardinaal verheven en tot metropoliet van België benoemd wat hij tot aan zijn dood zou blijven.
In zijn geschriften en zijn veelzijdige activiteiten nam de zorg voor de uitbouw van het vrij onderwijs en van de jeugdorganisaties, voor de kerkenbouw en de vorming van de clerus een belangrijke plaats in. In 1951 kon hij de basiliek van Koekelberg inwijden, waarvan hij de werken van nabij had gevolgd. Om de kerkenbouw financieel te ondersteunen richtte hij in 1952 het werk Domus Dei op. In februari 1931 sprak hij zich naar aanleiding van de begrafenis van luitenant-generaal Bernheim uit tegen het gebruik van crematie.
Tijdens de Tweede Wereldoorlog stijfde hij het verzet van de Belgische bevolking tegen de bezetters en kwam onder andere krachtdadig op tegen de wegvoering van arbeiders naar Duitsland. Hij keurde in een pastorale brief de aanslagen van het verzet af omdat deze Duitse represailles uitlokten, een motivatie die de autoriteiten allerminst beviel. Toen hij ook nog publiekelijk protesteerde tegen de inbeslagname van de kerkklokken, werd de levering van papier en de toegang tot een drukkerij stopgezet.
Het was Van Roey die op 7 december 1941 via een herderlijke brief de Belgische bevolking op de hoogte stelde van het huwelijk van Koning Leopold III met Lilian Baels, één dag nadat het ook wettelijk bezegeld werd.
In 1959 bepleitte hij in een van zijn laatste pastorale brieven een rechtvaardige oplossing voor het repressievraagstuk. Hij hechtte belang aan een sterke Katholieke Partij en volgde de schoolstrijd in de jaren 1950 op de voet.
Zijn belangstelling voor de missies werd aangescherpt door zijn reis naar Kongo in 1948. De oprichting van het College voor Latijns-Amerika in Leuven in 1953, zijn bereidheid om priesters uit het aartsbisdom uit te zenden naar dit continent en zijn steun aan de stichting van de katholieke universiteit Lovanium in Leopoldstad in 1954 getuigen ook van zijn bekommernis voor de evangelisatie.
Als kardinaal nam hij deel aan het conclaaf van 1939 en dat van 1958.
Hij zegende het huwelijk in van Prins Albert en Prinses Paola op 2 juli 1959 en dat van Koning Boudewijn met doña Fabiola de Mora y Aragón op 15 december 1960.
Van Roey stierf in de ochtend van zondag 6 augustus 1961, nadat hulpbisschop Suenens hem de dag er voor de laatste sacramenten had toegediend. Hij werd begraven op 19 augustus en ligt in de Sint-Romboutskathedraal begraven naast Engelbert kardinaal Sterckx.

## Wetenswaardigheden
- Op 17 mei 1936 kroonde hij in opdracht van de paus OLV van Laken, in bijzijn van de koninklijke familie.
- Het Kardinaal van Roey-instituut van de Zusters der Christelijke Scholen van Vorselaar in Vorselaar en (tot het schooljaar 2018-2019) in Lille werden naar hem vernoemd.
- In 1949 ontving Van Roey een eredoctoraat van de toenmalige Katholieke Universiteit Nijmegen.[3]
- In september 2008 werd bij de Schranshoeve in Vorselaar een borstbeeld van Kardinaal Van Roey onthuld. Het beeld is van de hand van Willy Peeters, de kunstenaar die ook het borstbeeld van Louis Neefs in Gierle ontwierp en werd geschonken door voormalig eerste schepen Jef Olieslagers.

## Werken
- De justo auctario ex contractu crediti (1903), doctoraatsverhandeling, Leuven
- De objectis et actibus ad justitiam pertinentibus principia generalia (1905), Leuven
- Le mouvement scientifique en Belgique: Les sciences théologiques (1908), Brussel
- De natura et ordine charitatis erga proximum, ad mentem Doctoris Angellici (1910), Leuven
- Instructions adressées par S.G. mgr Van Roey aux communautés de Frères et de Religieuses (1926), Mechelen
- De virtute charitatis (1929), Mechelen, 368pp
- Les béatitudes évangéliques (1939)
- In den dienst van de Kerk (9 dln., 1939–1961)
- Godsdienstige richtlijnen voor deze tijd (1945)
- Artikels in de "Revue néo-scolastique"
- Artikels in de "Revue d'Histoire ecclésiastique"